# Pobjednik (kip)
Godine 1912. Ivan Meštrović projektirao je vodoskok koji je trebalo postaviti na Terazijama (Beograd), s temom oslobođenja Srbije od Turaka. U sredini vodenog bazena zamislio je stup na pet razina, koji je trebao predstavljati pet stoljeća robovanja pod Turcima, na čijem bi vrhu stajao "Pobjednik". Nakon završetka Prvog svjetskog rata odustalo se od izvedbe ovog projekta, pa je 1928. poslije brojnih i žučnih rasprava oko postavljanja "nage muške skulpture" u središtu Beograda, "Pobjednik" ipak postavljen na Kalemegdanu, prigodom proslave desetogodišnjice proboja Solunskog fronta. Postao je jednim od simbola Beograda.

## Poveznice
Ostale Meštrovićeve skulpture:
- Zdenac života
- Grgur Ninski (Meštrović)
- Job (Meštrović)

## Vanjske poveznice
- Znameniti spomenici Beograda  Arhivirana inačica izvorne stranice od 26. studenoga 2005. (Wayback Machine)